# Caprella erethizon
Caprella erethizon is een vlokreeftensoort uit de familie van de Caprellidae. De wetenschappelijke naam van de soort is voor het eerst geldig gepubliceerd in 1901 door Mayer.